# فرودگاه شهری ایندیپندنس (آیووا)
فرودگاه شهری ایندیپندنس (آیووا) (به انگلیسی: Independence Municipal Airport (Iowa)) یک فرودگاه همگانی بهره‌برداری هوایی است که یک باند فرود بتن دارد و طول باند آن ۱۶۷۶ متر است. این فرودگاه در کشور ایالات متحده آمریکا قرار دارد و در ارتفاع ۲۹۸ متری از سطح دریا واقع شده‌است.